# Vincent Pastore
Vincent Pastore (New York, 14 luglio 1946) è un attore statunitense.

## Biografia
Vincent "Vinny" Pastore, cresciuto nel Bronx in una famiglia italostatunitense, deve la sua fama all'interpretazione di persone Italo-statunitensi di stampo mafioso.
In particolare, è conosciuto dal grande pubblico per l'interpretazione di Big Pussy Bonpensiero nella pluripremiata serie televisiva HBO I Soprano, nelle prime 2 stagioni (1999-2000). 
Successivamente, le sue apparizioni all'interno della serie sono state solo nelle scene in flashback o in sequenze di sogni dei protagonisti.
In televisione è apparso anche, con diversi ruoli, in Law & Order - I due volti della giustizia, dal 1992 al 1996, e in Tutti odiano Chris.
Prima del successo televisivo, aveva partecipato a molti film, soprattutto a sfondo mafioso, quali Quei bravi ragazzi (1990) di Martin Scorsese e Carlito's Way (1993) di Brian De Palma.
Da lì in poi sono state svariate le comparse in film di gangster, tra cui Gotti (1996), con Armand Assante, film TV della HBO in cui ha impersonato il boss mafioso della famiglia Gambino, Angelo Ruggiero.

## Premi e riconoscimenti
- Screen Actors Guild Awards 1999, all'intero cast de I Soprano.

- Best Actor in a crime all'Actors Awards di Los Angeles

## Filmografia parziale

### Cinema
- True Love, regia di Nancy Savoca (1989)
- Quei bravi ragazzi (Goodfellas), regia di Martin Scorsese (1990)
- Risvegli (Awakenings), regia di Penny Marshall (1990)
- Carlito's Way, regia di Brian De Palma (1993)
- Who do I Gotta Kill, regia di Frank Rainone (1994)
- Money Train, regia di Joseph Ruben (1995)
- A casa di Joe (Joe's Apartment), regia di John Payson (1996)
- Parlando e sparlando (Walking and Talking), regia di Nicole Holofcener (1996)
- Prove apparenti (Night Falls on Manhattan), regia di Sidney Lumet (1996)
- All Over Me, regia di Alex Sichel (1997)
- Mafia! (Jane Austen's Mafia!), regia di Jim Abrahams (1998)
- Mickey occhi blu (Mickey Blue Eyes), regia di Kelly Makin (1999)
- Hurricane - Il grido dell'innocenza (The Hurricane), regia di Norman Jewison (1999)
- Made - Due imbroglioni a New York (Made), regia di Jon Favreau (2001)
- Corky Romano - Agente di seconda mano (Corky Romano), regia di Rob Pritts (2001)
- I ragazzi della mia vita (Riding in Cars with Boys), regia di Penny Marshall (2001)
- Deuces Wild - I guerrieri di New York (Deuces Wild), regia di Scott Kalvert (2002)
- Tutta colpa di Sara (Serving Sara), regia di Reginald Hudlin (2002)
- Shark Tale, regia di Eric Bergeron, Vicky Jenson, Rob Letterman (2004) - voce
- Revolver, regia di Guy Ritchie (2005)
- Strike (7-10 Split), regia di Tommy Reid (2007)
- Return to Sleepaway Camp, regia di Robert Hiltzik (2008)
- Cose nostre - Malavita (The Family), regia di Luc Besson (2013)
- Clinton Road, regia di Richard Grieco (2019)

### Televisione
- Law & Order - I due volti della giustizia (Law & Order) – serie TV, 4 episodi (1992-1996)
- Gotti (Gotti: The Rise and Fall of a Real Life Mafia Don), regia di Robert Harmon – film TV (1996)
- I Soprano (The Sopranos) – serie TV, 25 episodi (1999-2007) - Big Pussy Bonpensiero
- The Practice - Professione avvocati (The Practice) – serie TV, 3 episodi (2004)
- Coppia di re (Pair of Kings) – serie TV, 10 episodi (2010–2012)
- Wu-Tang: An American Saga – serie TV, 6 episodi (2019)
- The Curse – serie TV, episodio 1x10 (2024)
- Yelllowjackets – serie TV, episodio 3x03 (2025) - voce

## Doppiatori italiani
Nelle versioni in italiano delle opere in cui ha recitato, Vincent Pastore è stato doppiato da:
- Angelo Nicotra in Coppia di Re, Tutta colpa di Sara, Hawaii Five-0
- Mario Bombardieri in Corky Romano - Agente di seconda mano, The Devil's Dominoes
- Diego Reggente in Law & Order - I due volti della giustizia (ep. 5x05)
- Paolo Buglioni in Law & Order - I due volti della giustizia (ep. 7x07)
- Nino D'Agata in Mickey occhi blu
- Paolo Marchese ne I Soprano
- Massimo Milazzo in Deuces Wild - I guerrieri di New York
- Roberto Stocchi in Revolver
- Renzo Stacchi in Blue Bloods
- Gioacchino Maniscalco in Gotti
- Stefano Mondini in Wu-Tang: An American Saga

Da doppiatore è sostituito da:
- Nino Prester in Shark Tale